# Loet (rivier)
De Loet is een kleine rivier in de Krimpenerwaard in de Nederlandse provincie Zuid-Holland. De rivier maakt deel uit van de hoofdwatergang voor de polder Den Hoek en Schuwagt.
De Loet loopt vanaf de buurtschap Zuidbroek, bij de Zuidbroeksemolen (oost), naar het water nabij de rotonde N210/Breekade (west) over een lengte van 5,8 kilometer.
Het Loetbos dat vernoemd is naar de rivier, is vanaf 1980 aan beide zijden van de Loet aangelegd.
Van oorsprong is de Loet een natuurlijk gevormde veenrivier die voor afwatering zorgde. Tegelijk met de afwatering werd slib afgezet langs de oevers. Het slib is minder gedaald dan de veengrond rondom. Vandaar dat het gebied langs de rivier en ook delen van het Loetbos, hoger liggen dan de omgeving.
Eigenlijk bestaat de Loet uit twee rivierarmen met daartussen de zogenaamde boezemlandjes.

## Recreatie
Nabij de Hendrikshoeve in het Loetbos ligt een steiger waar men een kano of een kajak kan huren. Dit is tevens het begin- en eindpunt van een kanoroute via de Loet door de Krimpenerwaard. De route is 15 kilometer lang en heeft geen overstapplaatsen.

## Fotogalerij

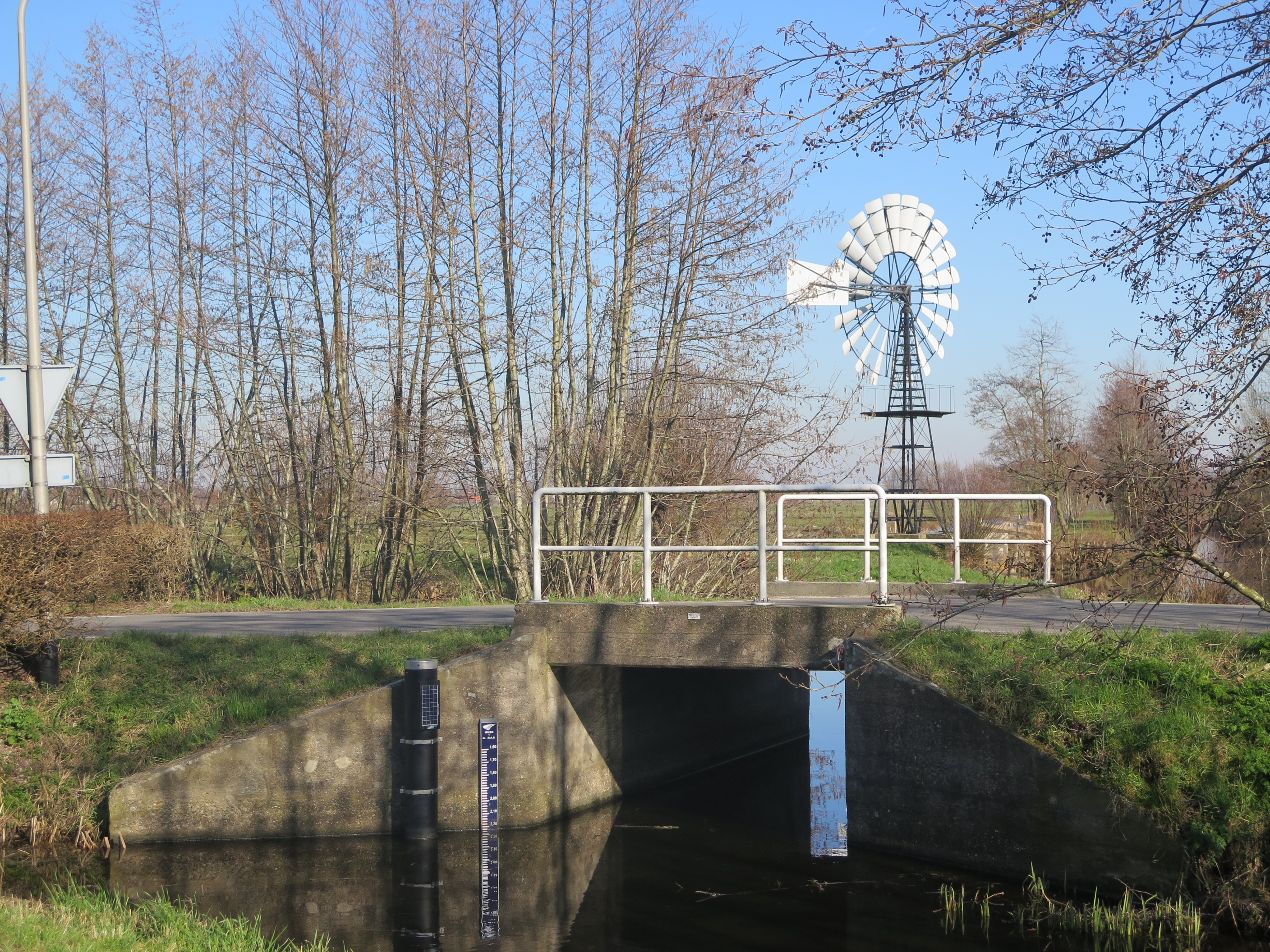
Oorsprong van de Loet bij de Zuidbroeksemolen
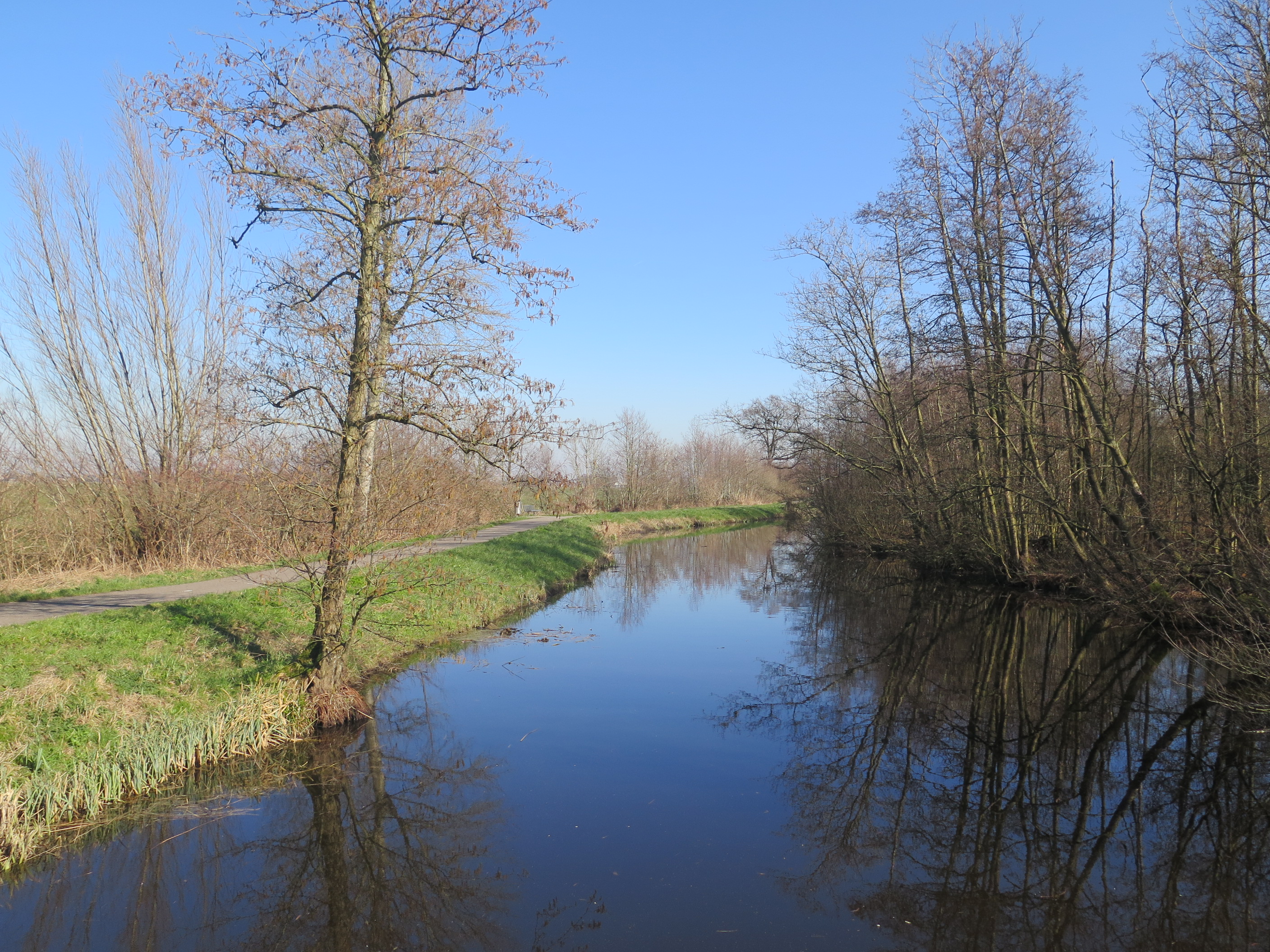
Noordarm van de Loet in het Loetbos
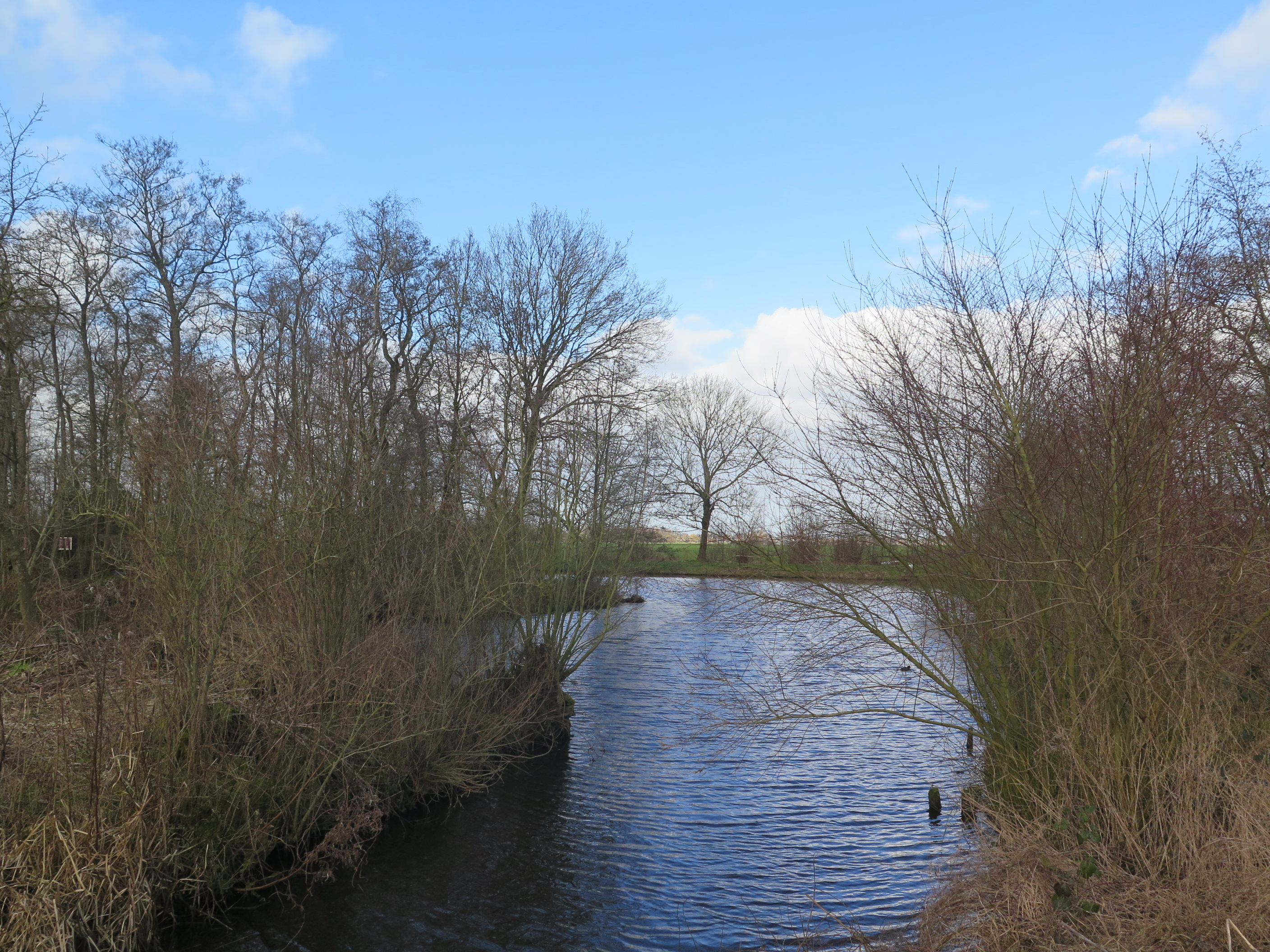
Zuidarm van de Loet in het Loetbos
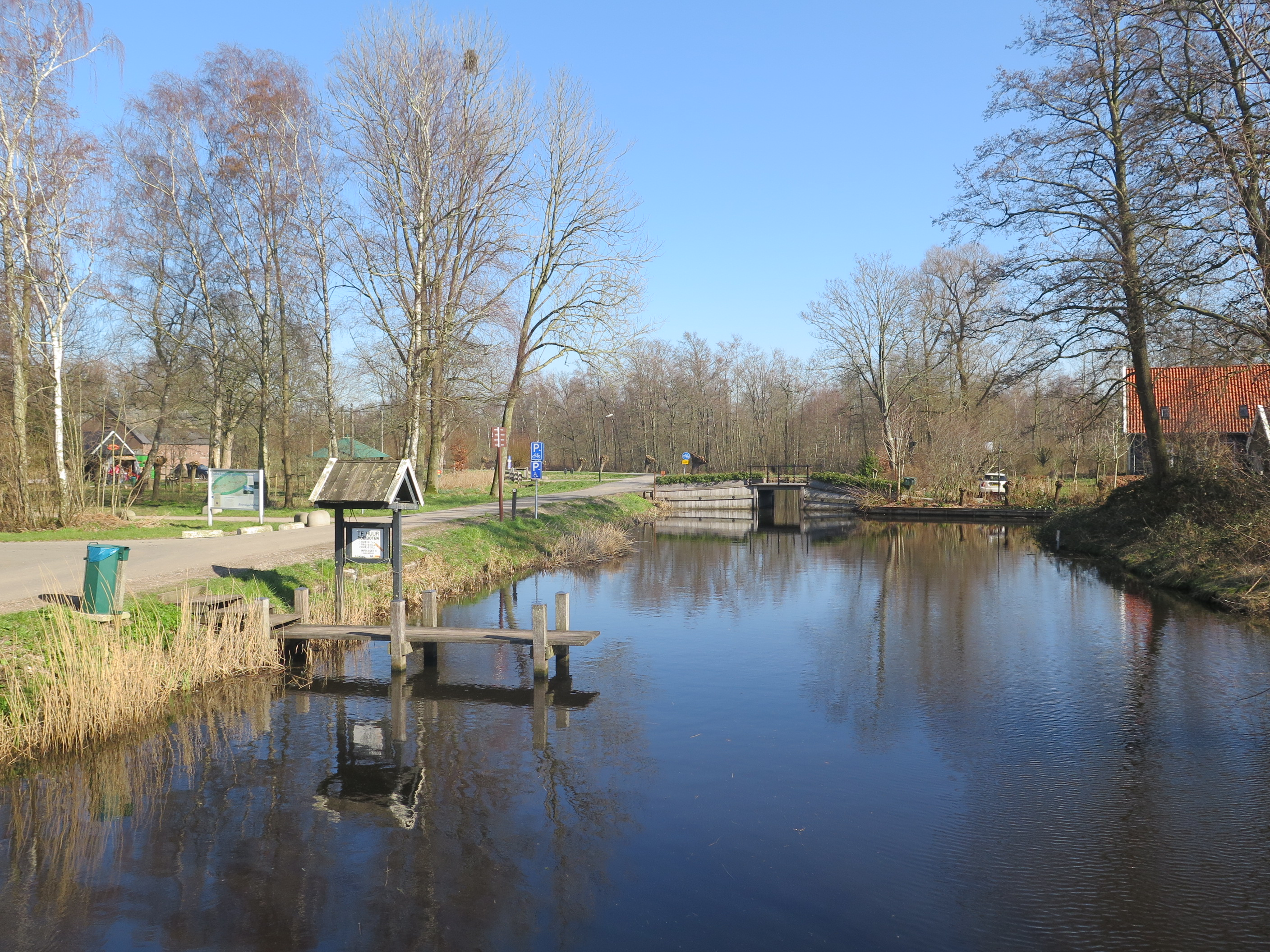
Steiger voor kanoverhuur
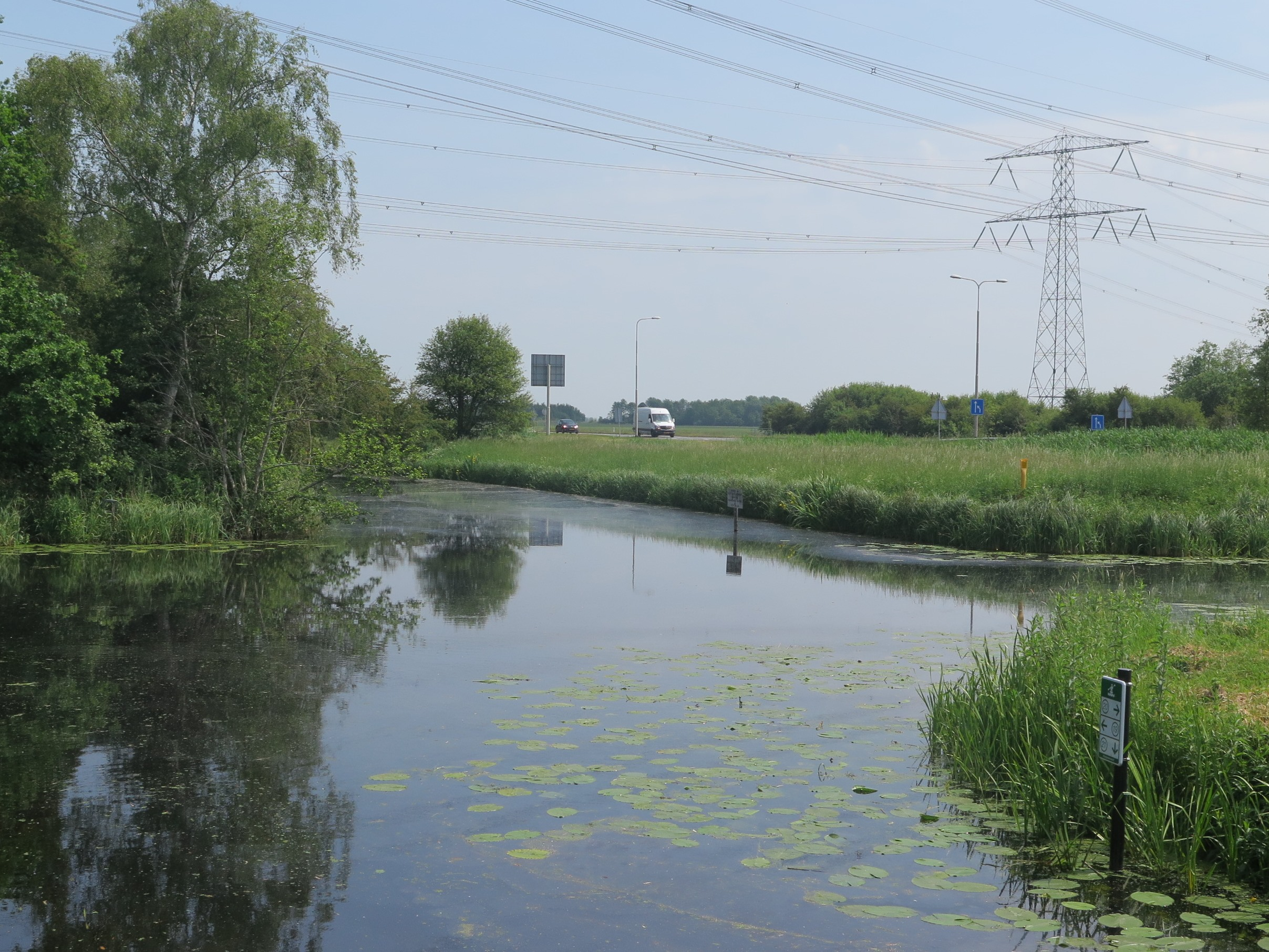
Monding van de Loet ten noorden van de rotonde N210/Breekade